# Annamanum thoracicum
Annamanum thoracicum es una especie de escarabajo longicornio del género Annamanum, tribu Monochamini, familia Cerambycidae. Fue descrita científicamente por Gahan en 1894.
Se distribuye por Laos, Malasia, Birmania y Vietnam. Mide 12-20 milímetros de longitud. El período de vuelo ocurre en los meses de marzo, junio y diciembre.